# Cuerda de presos
Cuerda de presos es una película española de 1956 dirigida por Pedro Lazaga.
Es el filme más reputado de su autor, la crítica cinematográfica destaca su utilización del adusto paisaje leonés y sus referencias al western.

Está basada en la novela de Tomás Salvador Cuerda de presos (1953, premio Nacional de Literatura).

## Sinopsis
A finales del siglo XIX dos guardias civiles reciben la orden de escoltar a un preso desde León hasta Vitoria, donde será juzgado. Como la benemérita anda mal de dinero, deberán ir andando. Sufriendo la agotadora caminata, el frío y los intentos del preso por escaparse, los dos guardias se replantean su vocación.

## Reparto
| Intérprete          | Personaje                              |
| ------------------- | -------------------------------------- |
| Antonio Prieto      | Cabo Antonio Pedroso                   |
| Germán Cobos        | Silvestre, guardia novato              |
| Fernando Sancho     | Juan Díaz de Garayo, 'El Sacamantecas' |
| Carmen Lozano Muñoz | María                                  |
| Laly del Amo        | Cándida                                |
| Lis Rogi            | La mujer                               |
| Tina G. Vidal       | Zoila                                  |
| María Rey           | La novia                               |
| Rafael López Somoza | Alcalde Alegría                        |
| Antonio Almorós     | Magencio                               |
| Santiago Rivero     | Sargento Coculina                      |
| Aníbal Vela         | Sargento Murias                        |
| Alfredo Muñiz       | Quinina                                |
| José G. Rey         | Cura                                   |
| José Cuenca         | Loco                                   |
| Luis Domínguez Luna | Fotógrafo francés                      |
| E. Martínez Delgado |                                        |
| Juan Olavarría      |                                        |
| José Manuel Ramírez | Ramiro                                 |
| Antonio Mos         |                                        |
| Paulino Fernán      |                                        |
| Fernando Delgado    | Cabo Guardia Civil                     |
| Maite Pardo         |                                        |
| Arturo Fernández    | Sargento Morales                       |